# Храми Львова
Церкви Львова віддзеркалюють складну конфесійну структуру цього релігійного центру всеукраїнського значення.
Більшість жителів міста є католиками грецького та римського обрядів (Українська греко-католицька церква та Римо-католицька церква), частина населення є православним. У Львові є також Вірменська апостольська церква, баптисти, п'ятидесятники, адвентисти, євангелісти. Тут знаходиться центр управління Римо-католицької церкви в Україні, громади мусульман (Духовне управління мусульман України, Духовне управління мусульман Криму, Хізб ут-Тахрір) та юдеїв.
У місті діє Український католицький університет, Львівська православна богословська академія ПЦУ, Львівська Богословська Семінарія та Українська Баптистська Теологічна Семінарія (УБТС).
Станом на початок 2009 року у місті налічувалося 99 типових християнських храмів, ще 11 храмів споруджується.
Заборонена діяльність УПЦ МП, що є частиною РПЦ.

### Католицизм

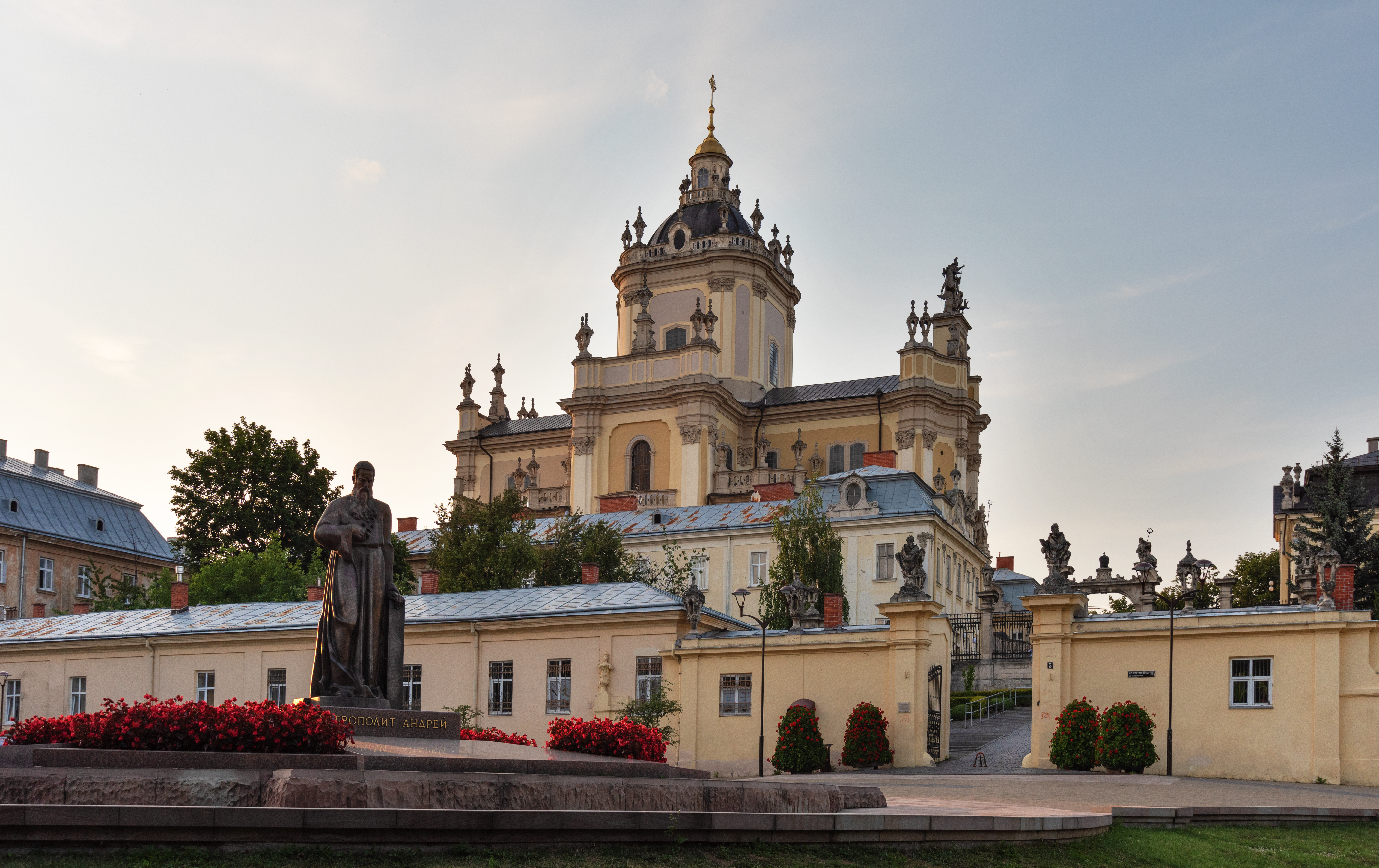
Головний вхід Собору Святого Юра

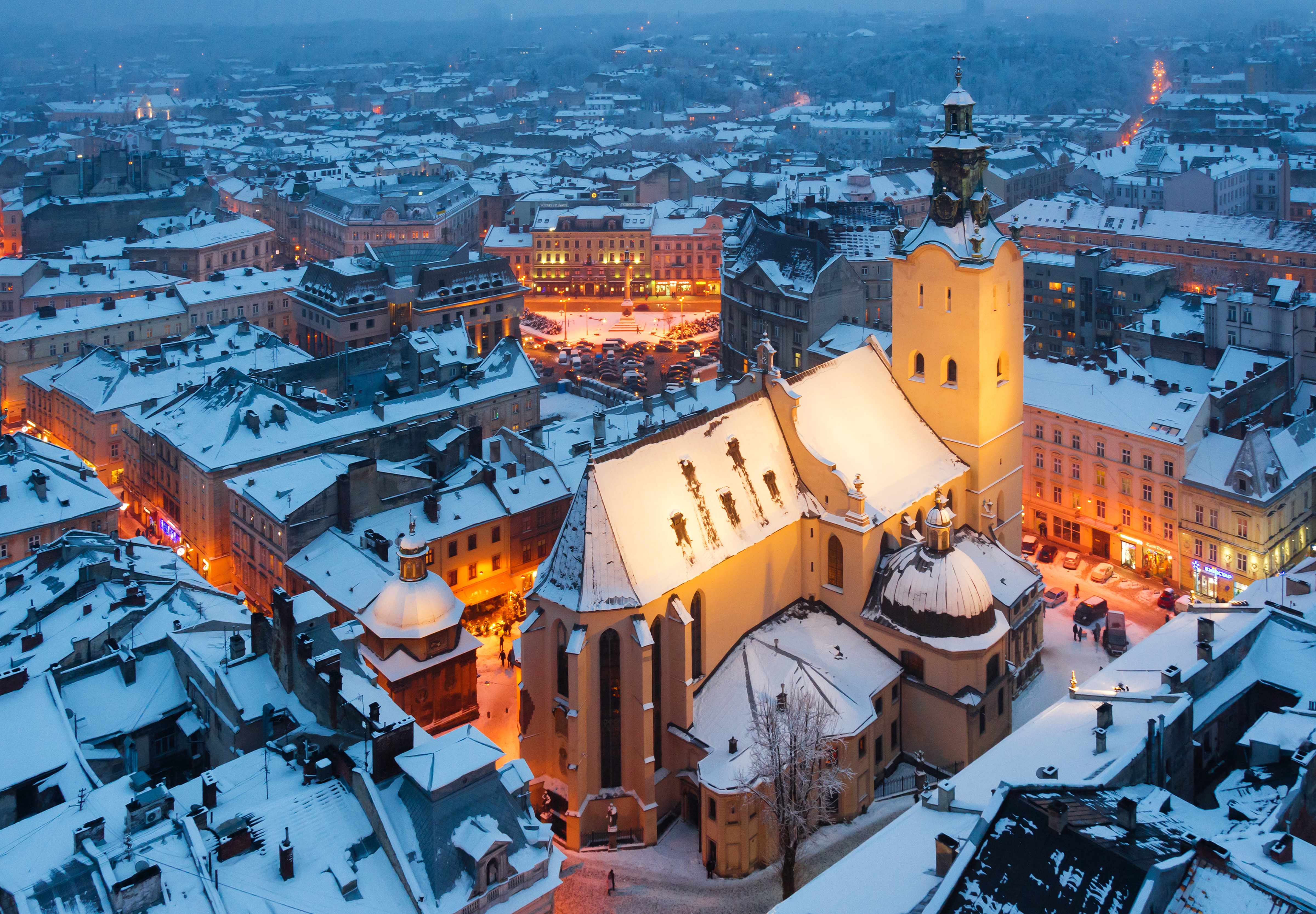
Латинський кафедральний собор

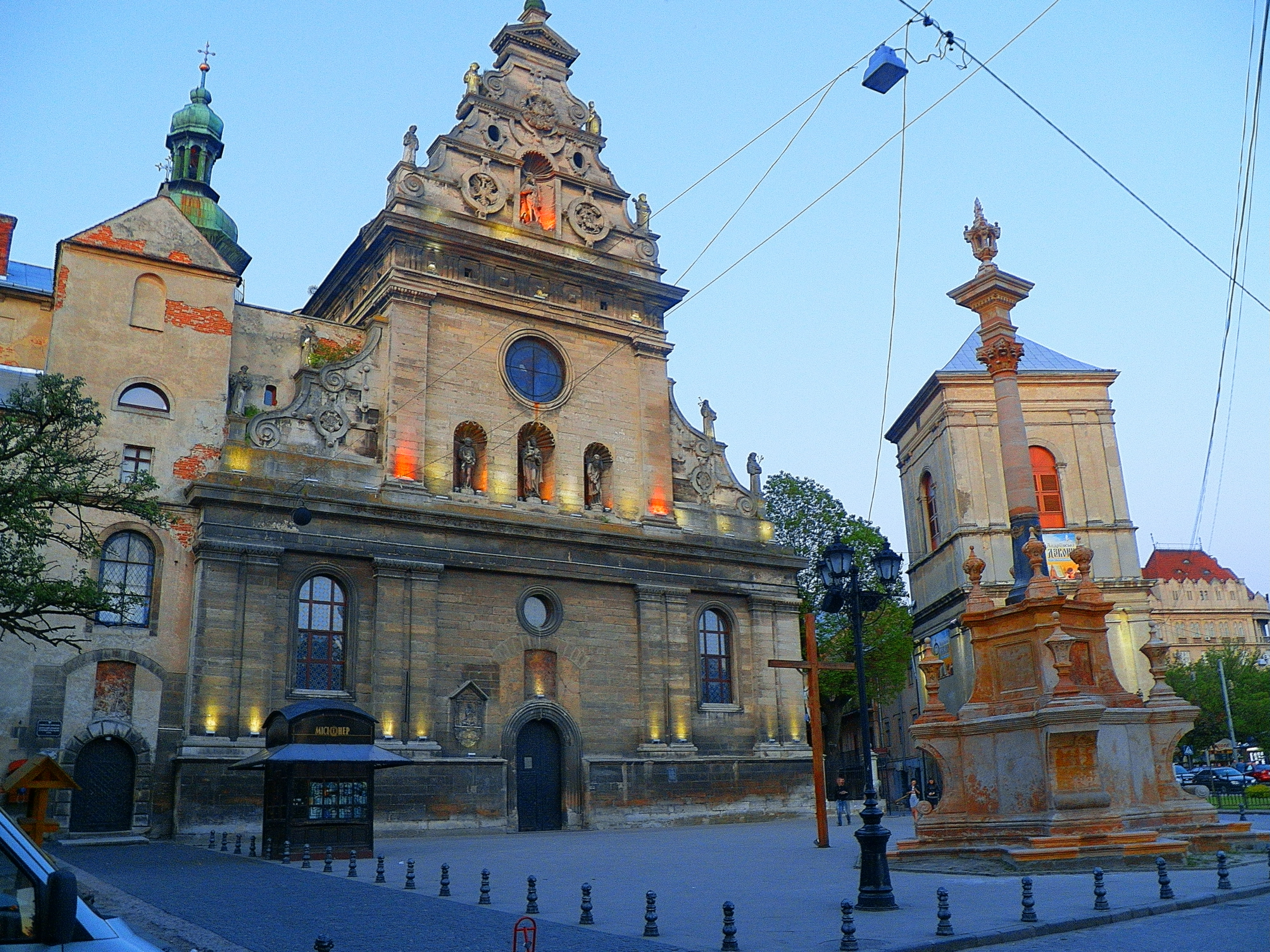
Церква святого Андрія Первозваного

### Православ'я

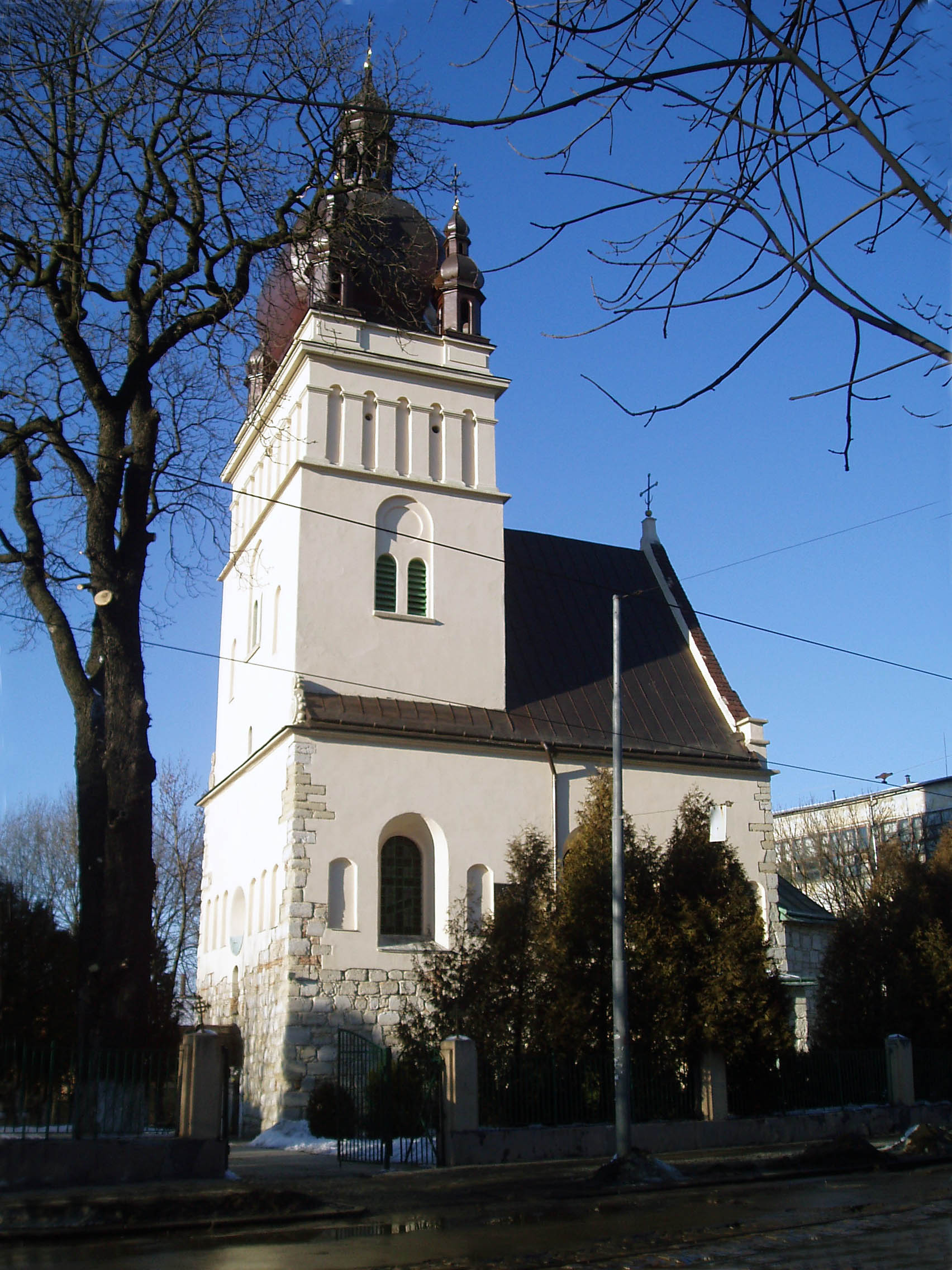
Церква святої Параскеви П'ятниці

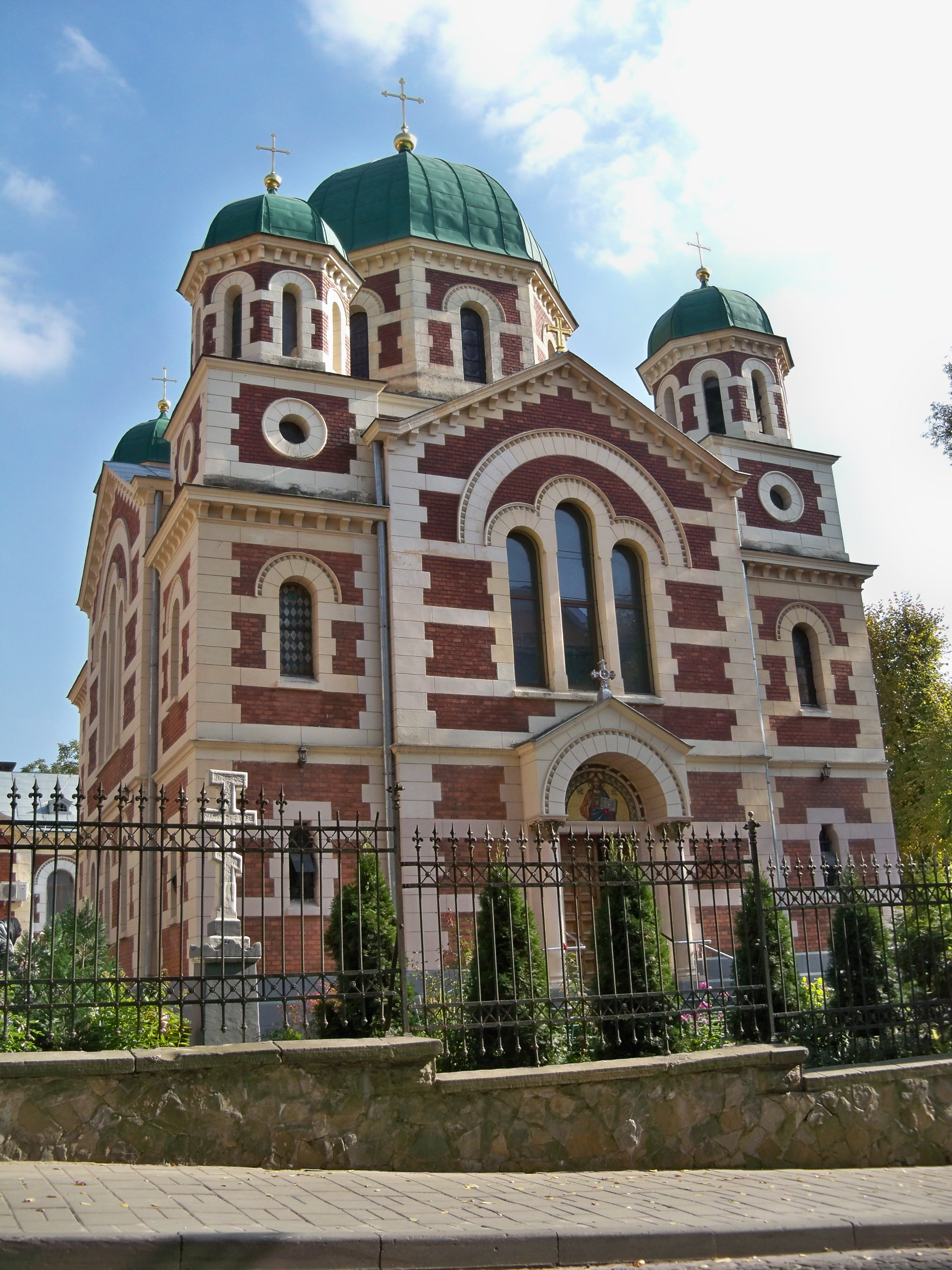
Церква святого великомученика Георгія ПЦУ

### Протестантизм

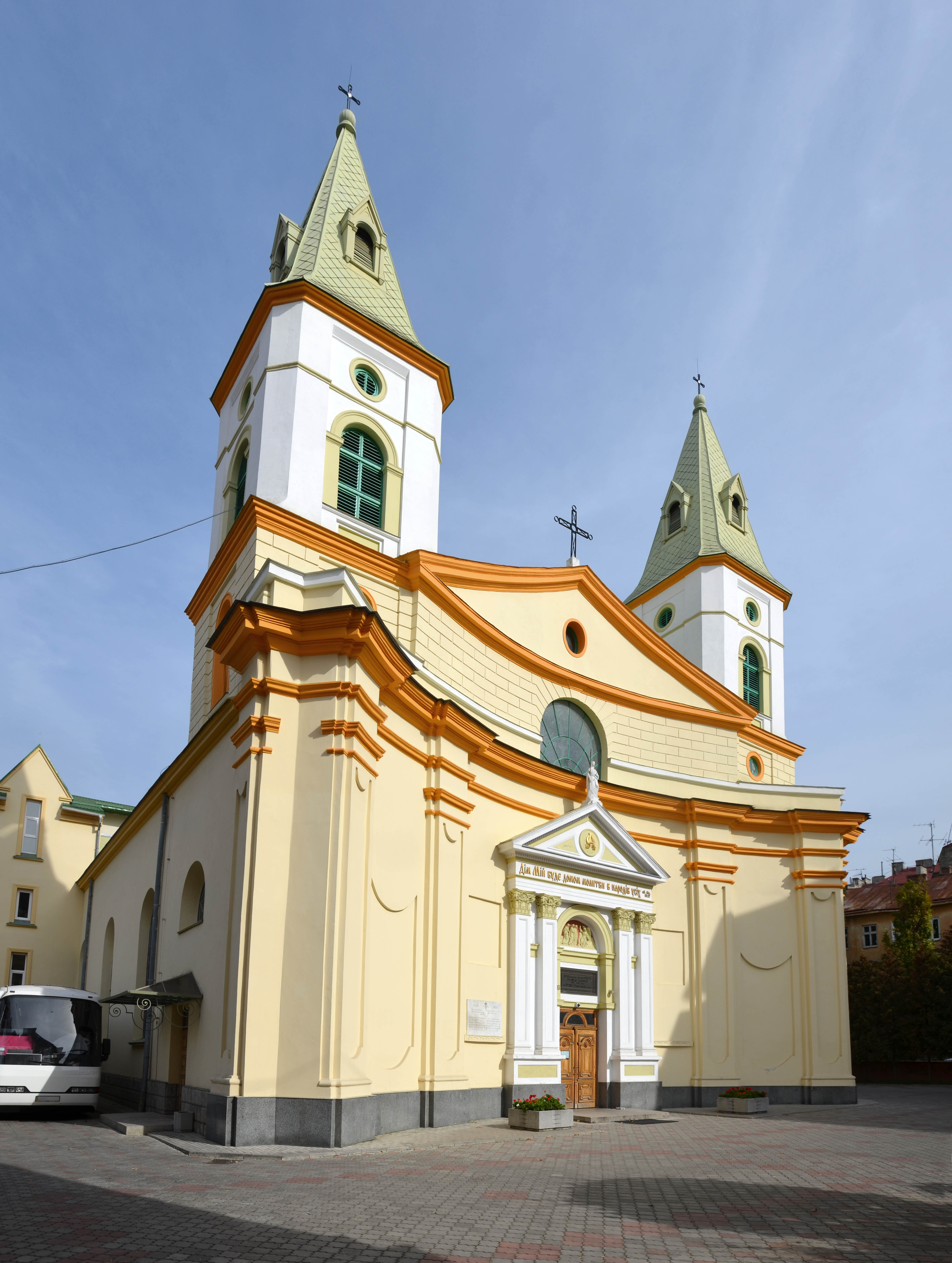
Львівська Центральна Баптистська Церква

## Недіючі культові споруди

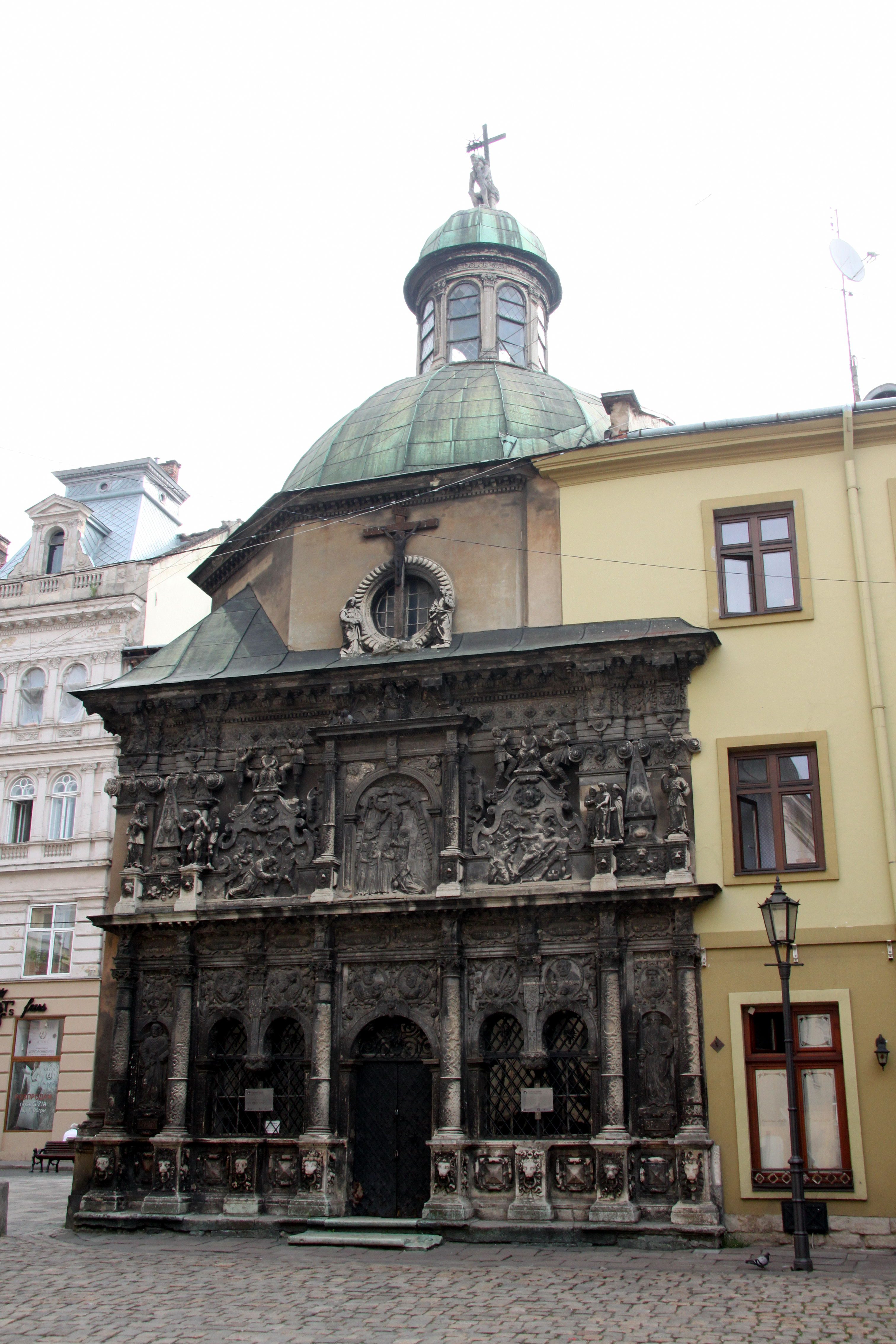
Каплиця Боїмів